# ロス・リオス州

ロス・リオス州
XIV Región de Los Ríos

ロス・リオス州（スペイン語:XIV Región de Los Ríos）は、チリの州。州都はバルディビア。

## 隣接州
- ラ・アラウカニア州
- ネウケン州
- ロス・ラゴス州

## 行政区分
二つの県から構成される。
- バルディビア県（スペイン語版、英語版）
- ランコ県（スペイン語版、英語版）